# Waldstadion (Aachen)
Das Waldstadion Aachen ist eine städtische Sportanlage im Aachener Stadtteil Steinebrück. Es wurde 1927 im Süden der Stadt Aachen am Rande des Aachener Waldes am I. Roten-Haag-Weg neu angelegt. Diese Anlage, bestehend aus einem Haupt- und einem Nebenplatz, ersetzte den zuvor bestehenden schlichten Waldspielplatz im Aachener Stadtwald mit Fußballfeld und wurde in erster Linie als Trainings- und Wettkampfstätte für „allgemeine Leibesübungen“ und sämtlichen Disziplinen der Leichtathletik sowie anfangs auch als Platz für Feldhandball und Fußball konzipiert. Das heutige Hauptstadion verfügt über mehr als 10.000 Stehplätze sowie 1200, davon 400 überdachte Sitzplätze und ist ausgestattet mit einer Flutlichtanlage. Es erfüllt die Norm für regionale, nationale und internationale Meisterschaften. Lediglich die Parkplatzanbindung ist aufgrund der naturnahen villenartigen Bebauung im Umfeld nicht optimal und auswärtige Besucher müssen bei Großveranstaltungen weiter entfernt liegende Parkplätze aufsuchen.
Die gesamte Sportstätte einschließlich der Gebäude für die Dienstwohnung des Platzwartes und für die Umkleidebereiche sind in das Verzeichnis der Denkmäler im Gebiet der Stadt Aachen vom 11. März 1980 aufgenommen worden.

## Geschichte

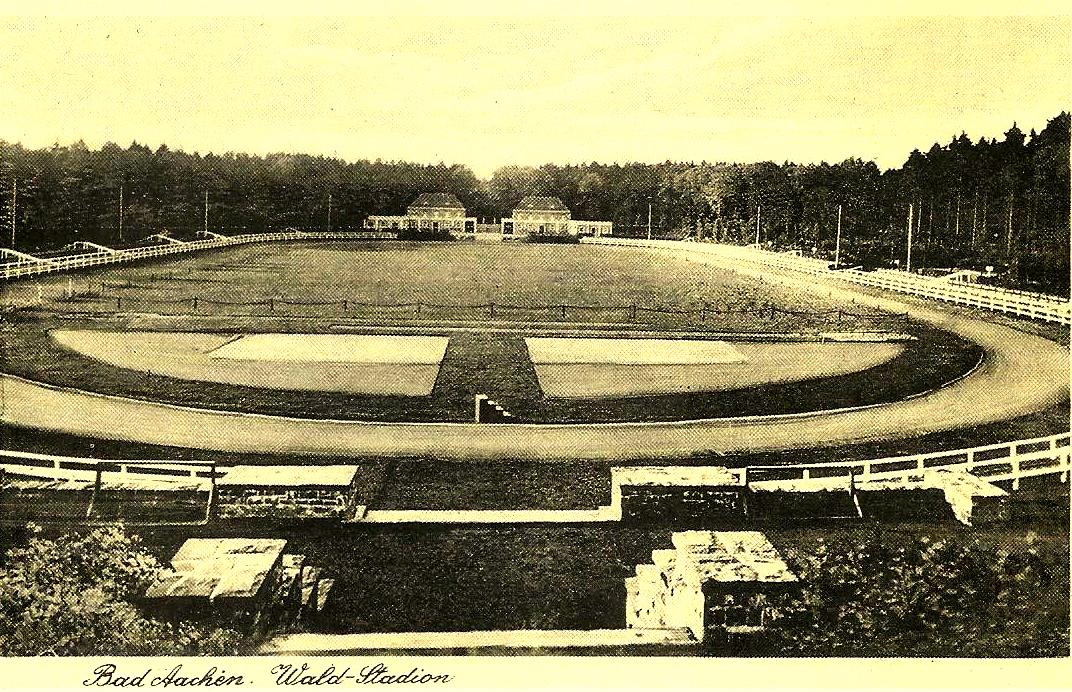
Waldstadion um 1930

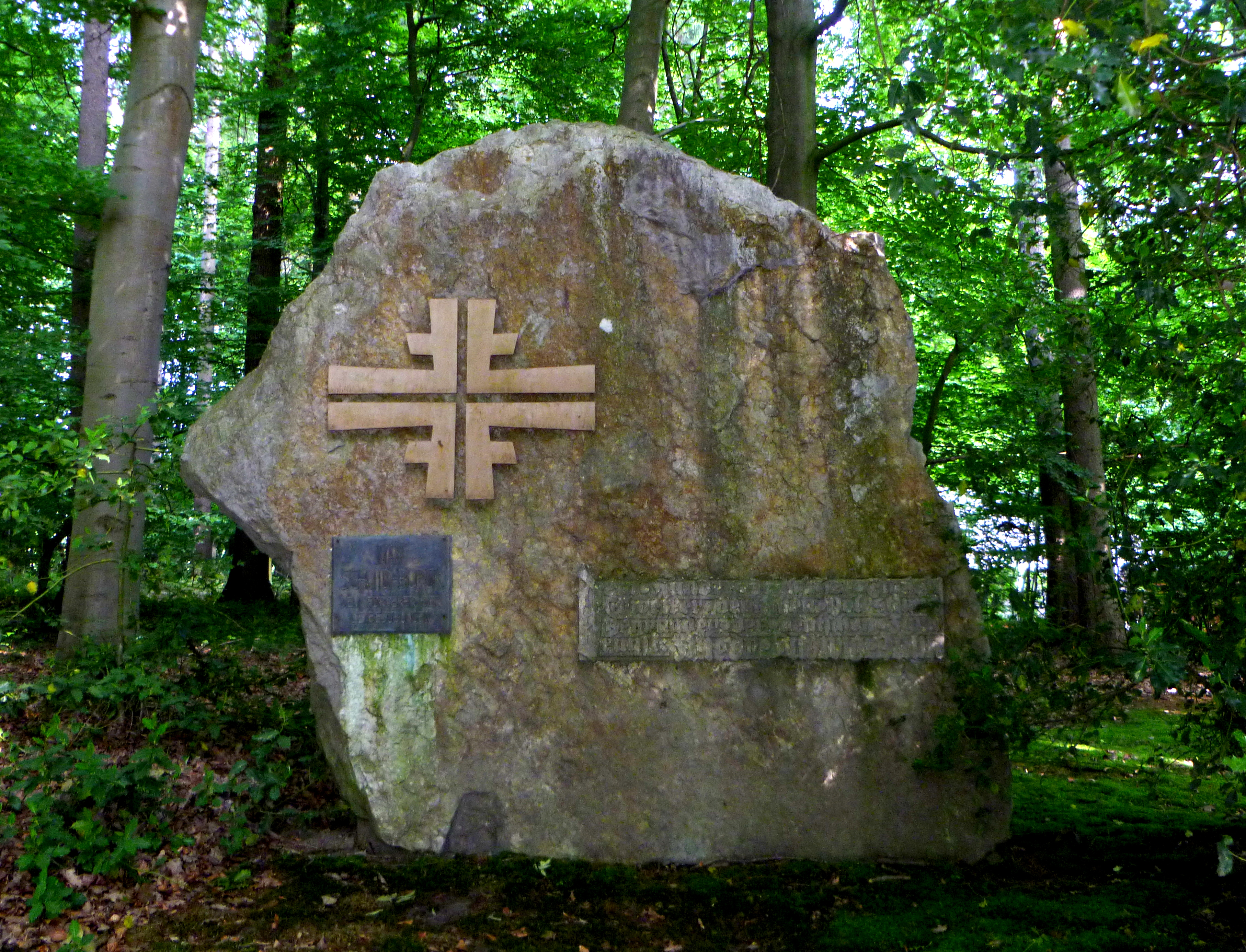
Gedenkstein

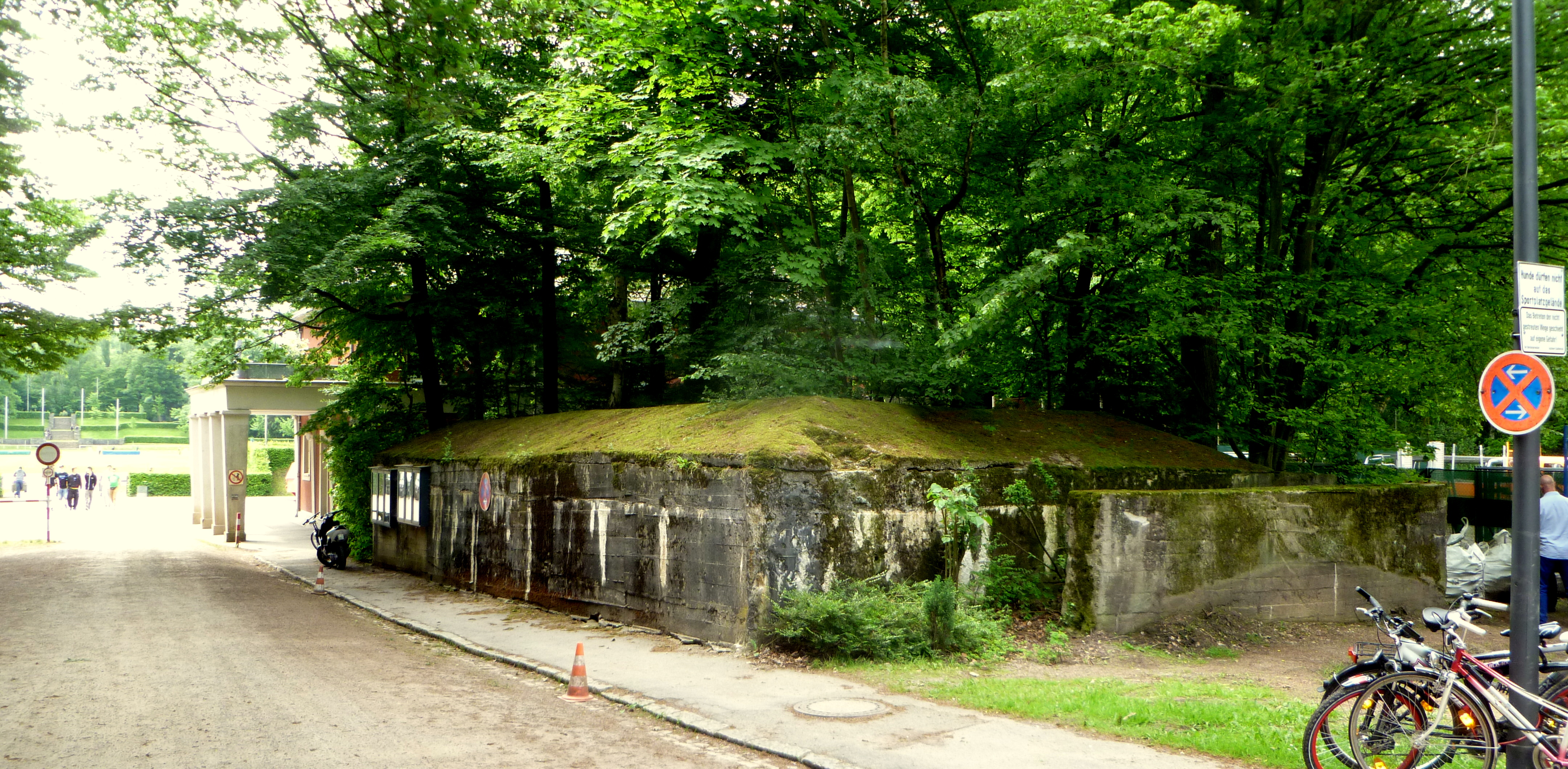
Hochbunker Waldstadion

Anfang des 20. Jahrhunderts existierte an genannter Stelle für die benachbarten Vereine aus Burtscheid und Ronheide ein schlichter Fußballplatz, dem Waldspielplatz im Aachener Stadtwald, auf welchem zwischen 1904 und 1907 auch die noch junge Alemannia Aachen ihre ersten Meisterschaftsspiele im damaligen Fußballverband Rheinland-Westfalen bestritt, bevor sie dann wenige hundert Meter weiter auf den neu erstellten Platz am Forsthaus Siegel überwechselte. Erst mehrere Jahre nach dem Ersten Weltkrieg wurde im Rahmen einer grundsätzlichen Neuausrichtung das umliegende Waldgebiet zu einem Ort für Freizeit- und Sportaktivitäten umgestaltet. Zunächst legte die Stadt Aachen Anfang der 1920er-Jahre in der Nachbarschaft zum Sportgelände den Stauweiher Kupferbach mit Restaurantbetrieb an und erneuerte anschließend den alten Waldspielplatz und den Sportplatz auf Siegel. Während der Sportplatz Siegel ausschließlich für Fußballspiele gedacht war, sollte das neue Waldstadion schwerpunktmäßig für die zu jener Zeit üblichen Leibesübungen und der Leichtathletik dienen. Dem Zeitgeist entsprechend wurde dazu ein großer Gedenkstein nach einem Entwurf von Ewald Mies, dem Bruder Ludwig Mies van der Rohes, aufgestellt, auf dem das dort angebrachte symbolische Turnerkreuz mit den vier „F“ für „frisch, fromm, fröhlich, frei“ und ein Reliefstein mit der Inschrift „Dem Künder deutscher Einheit, Erwecker deutschen Volkstums, Begründer der deutschen Turnkunst, Friedrich Ludwig Jahn“ an den maßgeblichen Initiator dieser Turnbewegung erinnert. Später wurde ebenfalls eine Gedenktafel mit der Aufschrift: „Max Schmid-Burgk, dem Förderer der Leibesübungen“ an den Sportförderer der RWTH Aachen auf dem Stein angebracht.
Am 15. Oktober 1927 wurde das Aachener Waldstadion feierlich eröffnet. Ab 1931 trat auch die Alemannia Aachen mit einem Spiel gegen den 1. FC Nürnberg erneut im Waldstadion an. Noch bis zur Saison 1937/38 bestritt der Fußballverein hier einen Teil seiner Spiele, da dieser Platz mit zu jener Zeit fast 15.000 Stehplätzen mehr Zuschauer fassen konnte als der damalige Tivoli. Hauptsächlich diente das Waldstadion aber den Leichtathleten und hier im Besonderen den Leichtathletikabteilungen der Alemannia Aachen und des im Jahr 1932 daraus abgespaltenen Deutschen Leichtathletik-Clubs Aachen (DLC Aachen), sowie der DJK Frankenberg, der DJK Rasensport Brand und für bestimmte Wettkämpfe der Aachener TG, da letzterer Verein nur über einen Sportplatz mit Kurzbahn verfügt.
Während des Zweiten Weltkrieges wurde um 1941/42 im Zuge der Erbauung zahlreicher Bunkeranlagen für die Aachener Bevölkerung auch auf dem Vorplatz des Aachener Waldstadions ein relativ kleiner Hochbunker errichtet, welcher heute noch existiert aber nicht öffentlich zugängig ist.
Nach dem Krieg konnte nach gründlicher Sanierung des Platzes der Leichtathletikbetrieb wieder aufgenommen werden. In den 1970er-Jahren wurden schließlich die Laufbahnen mit einem modernen Tartanbelag und entlang der Zielgeraden mit einer Tribüne für 1200, davon 400 überdachte Sitzplätze und mit einer modernen Flutlichtanlage ausgestattet. Schnell wurde die Sportanlage auf Grund ihrer idyllischen Lage und der bedingt durch den hohen Baumbestand windarmen Verhältnisse weit über die Stadtgrenzen hinaus bekannt. Seitdem finden sich daher, zusätzlich zu dem routinemäßigen Trainings- und Wettkampfbetrieb der Leichtathletikvereine, hier immer wieder zahlreiche bekannte Athleten aus aller Welt zu Wettkämpfen ein und eine Schautafel an einem der Umkleidegebäude zeugt von den erbrachten Stadionbestzeiten und -weiten. Höhepunkte waren dabei bisher die Zehnkampf-Ländervergleiche Deutschland–USA 1993 und 1999 sowie die deutschen Meisterschaften der Senioren II (50–85 Jahre) im Jahr 2006 und nach wie vor jährlich diverse Regional-, Landes- oder Kreismeisterschaften.
Darüber hinaus bot das Waldstadion Aachen im Jahr 1993 auch die Kulisse für ein klassisches Musikevent, im Rahmen dessen auch der Weltstar Plácido Domingo auftrat.
Heutzutage sind es noch immer die gleichen Vereine wie in den Anfangsjahren, die das Waldstadion Aachen regelmäßig nutzen. Darüber hinaus stellt die Stadt Aachen die Laufbahnen in den Wintermonaten von Oktober bis März jeweils montags und freitags von 18.00 bis 20.00 Uhr als Trainingsmöglichkeit unter Flutlicht für die vereinsungebundene Bevölkerung zur Verfügung.

## Ausstattung
Der Hauptplatz entspricht den Normen für internationale Wettbewerbe und Meisterschaften und ist mit 6 Rundbahnen, die auf der Tribünenseite als Sprintgeraden für Sprintwettbewerbe bis 110-Meter-Hürdenlauf genutzt werden können. Auf den mit Tartanbelag ausgestatteten Bahnen befinden sich in unterschiedlichen Farben sämtliche Markierungen, die für die verschiedenen Laufwettbewerbe vorgeschrieben sind. Weiterhin verfügt das Stadion über zwei Dreisprunganlagen, davon eine mit Anlaufmöglichkeiten in beide Richtungen und beide auch als normale Weitsprunganlage nutzbar, sowie zwei weitere Weitsprunggruben im Startsektor. Ferner ist der Platz mit einer Stabhochsprunganlage mit zwei Einstichkästen auch auf der Gegengeraden und zwei normalen Hochsprunganlagen sowie einer Diskuswurf- und zwei Speerwurfvorrichtungen ausgestattet. Die Platzinnenfläche ist mit Rasen bepflanzt.

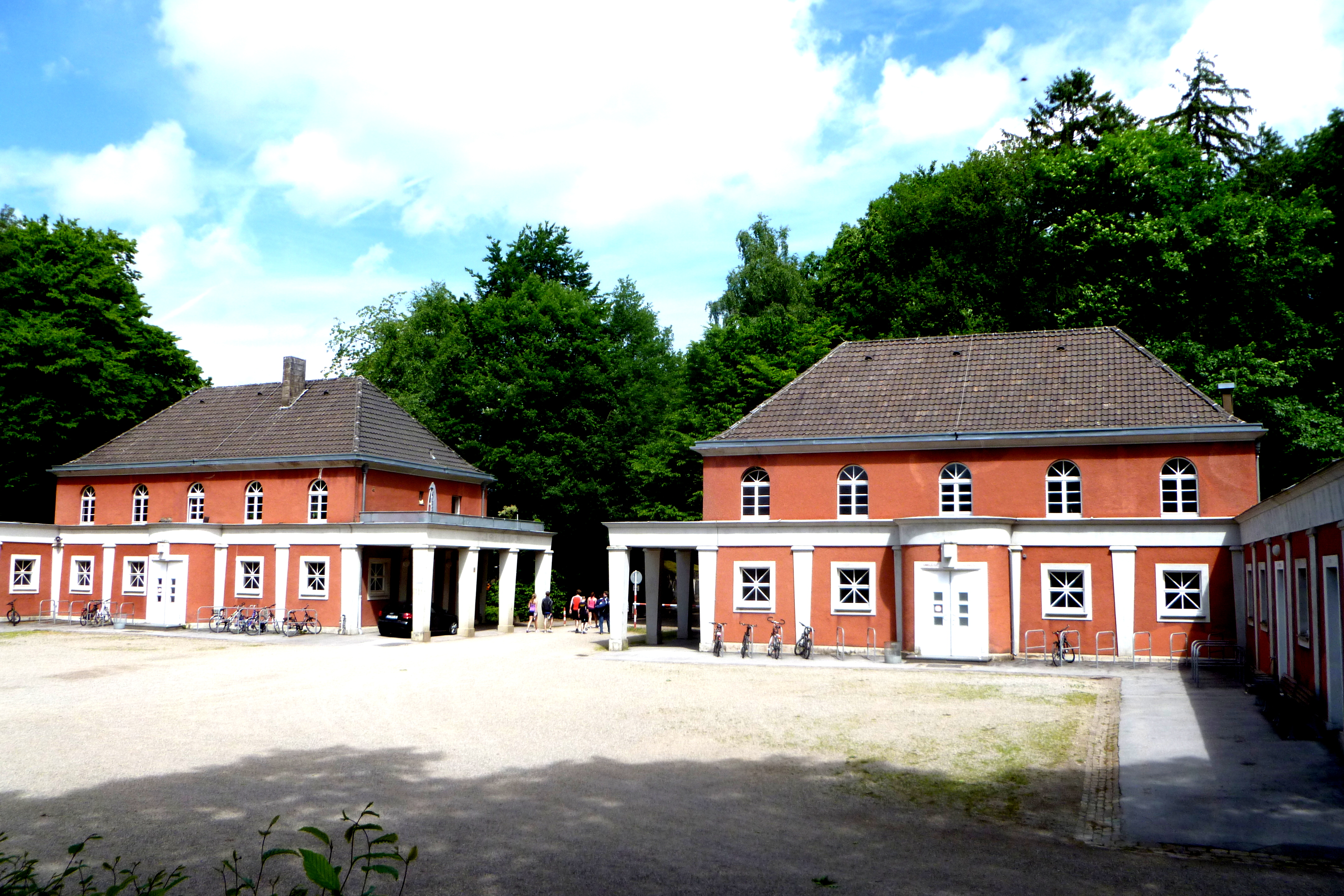
Denkmalgeschützter Gebäudetrakt

Um den Hauptplatz herum wurde eine rund 650 Meter lange und 6 Meter breite Aufwärmbahn aus Schotter angelegt, die an ihrer Westseite auch den Hauptplatz vom Nebenplatz trennt. Auf diesem mit Asche versehenen Platz befinden sich weitere vier Kugelstoßanlagen mit teilweise überschneidendem Sektor sowie eine kombinierte Diskus- und Hammerwurfanlage und eine Vielfachsprunggrube.
Im westlichen Teil der beiden denkmalgeschützten Gebäude befinden sich die Dienstwohnung des Platzwartes sowie die Umkleidekabinen und sanitären Einrichtungen für Frauen und Mädchen und ein kleiner Verkaufsraum für Erfrischungen. Der gegenüberliegende östliche Gebäudetrakt steht den Männern zur Verfügung und verfügt außerdem über einen Raum für Krafttraining. Weiterhin befinden sich auf dem Gelände noch Wirtschaftsräume für Gerät und Material sowie für die städtischen Bediensteten.

## Stadionrekorde

### Männer
| Disziplin        | Leistung | Name                                                                  | Verein/Land                       | Datum              |
| ---------------- | -------- | --------------------------------------------------------------------- | --------------------------------- | ------------------ |
| 100 m            | 10,26    | Stanley Floyd                                                         | USA                               | 5. Juni 1987       |
| 200 m            | 20,8     | Hartmut Wilke                                                         | TSV Bayer 04 Leverkusen           | 29. August 1967    |
| 400 m            | 45,48    | Ken Lowery                                                            | USA                               | 5. Juni 1987       |
| 800 m            | 1:46,0   | Willi Wülbeck                                                         | TV Wattenscheid 01 Leichtathletik | 30. Mai 1986       |
| 1000 m           | 2:20,3   | Ibrahim Aden                                                          | Somalia                           | 27. Juni 2000      |
| 1500 m           | 3:36,4   | Rob Druppers                                                          | Niederlande                       | 29. Mai 1985       |
| 3000 m           | 7:49,7   | Julius Kariuki                                                        | Kenia                             | 30. Mai 1986       |
| 5000 m           | 14:04,2  | Harald Norpoth                                                        | Preußen Münster                   | 9. Juni 1966       |
| 10.000 m         | 27:43,3  | Paul Kipkoech                                                         | Kenia                             | 30. Mai 1986       |
| 4 × 100 m        | 38,99    | Christian Haas/Volker Westhagemann/Norbert Dobeleit/Dirk Schweisfurth | DLV-Nationalstaffel               | 5. Juni 1987       |
| 4 × 400 m        | 3:12,9   | LG PSV/WSV Wuppertal                                                  | Deutschland                       | 26. Juli 1970      |
| 4 × 800 m        | 7:28,2   | RFC Lüttich                                                           | Belgien                           | 23. August 1966    |
| 4 × 1500 m       | 15:30,6  | RFC Lüttich                                                           | Belgien                           | 4. September 1968  |
| 110 m Hürden     | 14,18    | Tom Pappas                                                            | USA-Zehnkampfteam                 | 8. August 1999     |
| 400 m Hürden     | 50,4     | Uwe Schmitt                                                           | Eintracht Frankfurt               | 30. Mai 1984       |
| 3000 m Hindernis | 8:27,7   | William Van Dijck                                                     | Belgien                           | 30. Mai 1984       |
| Hochsprung       | 2,34     | Carlo Thränhardt                                                      | ASV Köln                          | 6. Juli 1983       |
| Stabhochsprung   | 5,52     | Tim Lobinger                                                          | Bayer Leverkusen                  | 22. September 1995 |
| Weitsprung       | 7,68     | Ibe Philip                                                            | Bayer Leverkusen                  | 7. August 1999     |
| Dreisprung       | 16,84    | Peter Bouschen                                                        | LG Düsseldorf                     | 6. Juli 1983       |
| Kugelstoß        | 20,98    | Karsten Stolz                                                         | TV Wattenscheid                   | 10. September 1988 |
| Diskuswurf       | 66,08    | Rolf Danneberg                                                        | LG Wedel/Pinneberg                | 30. Mai 1984       |
| Hammerwurf       | 78,66    | Juha Tiainen                                                          | Finnland                          | 30. Mai 1984       |
| Speerwurf        | 76,28    | Klaus Tafelmeier                                                      | Bayer Leverkusen                  | 30. Mai 1984       |
| Fünfkampf        | 3726     | Frank Neuhaus                                                         | LG Rhein-Wied/Andernach           | 15. Juli 1991      |
| Zehnkampf        | 8264     | Mike Maczey                                                           | Zehnkampfwelle SH                 | 7./8. August 1999  |

### Frauen
| Disziplin      | Leistung | Name                                                         | Verein/Land            | Datum             |
| -------------- | -------- | ------------------------------------------------------------ | ---------------------- | ----------------- |
| 100 m          | 11,2     | Els Vader                                                    | Niederlande            | 30. Mai 1984      |
| 200 m          | 22,91    | Maja Asaraschwili                                            | Georgien               | 2. August 1994    |
| 400 m          | 51,23    | Grit Breuer                                                  | LT Hannover            | 25. August 1996   |
| 800 m          | 2:00,9   | Linda Kisabaka                                               | Bayer Leverkusen       | 25. August 1996   |
| 1000 m         | 2:56,7   | Manuela Preuss                                               | Bayer Uerdingen        | 4. August 1976    |
| 1500 m         | 4:06,9   | Sandra Gasser                                                | Schweiz                | 5. Juni 1987      |
| 3000 m         | 8:52,8   | Cornelia Bürki                                               | Schweiz                | 5. Juni 1987      |
| 5000 m         | 16:45,4  | Petra Maak                                                   | LAV Uerdingen/Dormagen | 4. Juni 1996      |
| 10.000 m       | 35:09,6  | Angelika Dunke                                               | DLC Aachen             | 27. März 1993     |
| 4 × 100 m      | 43,8     | Resi März/Michaela Schabinger/Heidi-Elke Gaugel/Elke Vollmer | DLV-Nationalstaffel    | 30. Mai 1984      |
| 100 m Hürden   | 12,56    | Jordanka Donkowa                                             | Bulgarien              | 5. Juni 1987      |
| 400 m Hürden   | 55,74    | Heike Meißner                                                | Dresdner SC            | 25. August 1996   |
| Hochsprung     | 1,94     | Alina Astafei                                                | USC Mainz              | 25. August 1996   |
| Stabhochsprung | 4,01     | Nicole Rieger                                                | ASV Landau             | 25. August 1996   |
| Weitsprung     | 6,65     | Sharon Jaklowsky                                             | Niederlande            | 25. August 1996   |
| Dreisprung     | 14,06    | Galina Čisťakovová                                           | Slowakei               | 25. August 1996   |
| Kugelstoß      | 20,70    | Astrid Kumbernuss                                            | SC Neubrandenburg      | 25. August 1996   |
| Diskuswurf     | 59,06    | Dagmar Galler                                                | Bayer Leverkusen       | 19. Juni 1982     |
| Hammerwurf     | 54,86    | Marion Große-Rammelkamp                                      | ASV Köln               | 5. Juni 1994      |
| Speerwurf      | 65,00    | Ingrid Thyssen                                               | Bayer Leverkusen       | 5. September 1981 |
| Siebenkampf    | 4748     | Christiane Blum                                              | DJK Rasensport Brand   | 16. Juni 1984     |